# Kalanchoe mandrarensis
Kalanchoe mandrarensis ist eine Pflanzenart der Gattung Kalanchoe in der Familie der Dickblattgewächse (Crassulaceae).

## Beschreibung

### Vegetative Merkmale
Kalanchoe mandrarensis ist eine ausdauernde, vollständig mit sternförmigen, rotbraunen Haaren bedeckte Pflanze, die Wuchshöhen von 20 bis 30 Zentimeter erreicht. Ihre niederliegend-kriechenden, wurzelnden Triebe sind an ihrer Basis verholzt und weisen einen Durchmesser von bis zu 3 Millimeter auf. Die aufsteigenden Zweige sind etwas fleischig. Die fleischigen, dicken Laubblätter sind gestielt. Der drehrunde Blattstiel ist 7 bis 25 Millimeter lang. Ihre eiförmige bis fast kreisrunde Blattspreite ist 1,5 bis 2 Zentimeter lang und ebenso breit. Ihre Spitze ist gerundet, die Basis breit gerundet bis verschmälert keilförmig. Der Blattrand ist mit dreieckigen, 2 bis 3 Millimeter langen Zähnen scharf gezähnt.

### Generative Merkmale
Der Blütenstand besteht aus wenigblütigen Zymen. Die hängenden Blüten stehen an etwa 10 Millimeter langen Blütenstielen. Der Kelch ist breit glockenförmig und die Kelchröhre etwa 5 Millimeter lang. Die dreieckigen, zugespitzten Kelchzipfel weisen eine Länge von etwa 3 Millimeter auf und sind 4 Millimeter breit. Die etwas fleischige, breit glockenförmige Blütenkrone ist cremefarben. Die fast vierkantige Kronröhre ist 12 bis 15 Millimeter lang. Ihre halbkreisförmigen, aufrechten Kronzipfel weisen eine Länge von 4 bis 5 Millimeter auf. Die Staubblätter sind etwas oberhalb der Mitte der Kronröhre angeheftet und ragen nicht aus der Blüte heraus. Die eiförmigen Staubbeutel sind etwa 2 Millimeter. Die dreieckigen, dicken Nektarschüppchen weisen eine Länge von etwa 0,5 Millimeter auf. Das längliche Fruchtblatt weist eine Länge von etwa 7 Millimeter auf. Der Griffel ist etwa 7 Millimeter lang.

## Systematik und Verbreitung
Kalanchoe mandrarensis ist im Südosten von Madagaskar im Trockenwald auf Felsen in Höhen von 600 bis 900 Metern verbreitet.
Die Erstbeschreibung durch Jean-Henri Humbert wurde 1939 veröffentlicht.

## Nachweise